# Samsung Health
Samsung Health (спочатку S Health) — безкоштовний додаток, розроблений Samsung, що слугує для відстеження різних аспектів повсякденного сприяння добробуту, таких як фізична активність, дієта та сон. Запущений 2 липня 2012 року з новим смартфоном Samsung Galaxy S3, додаток установлений за замовчуванням тільки на деяких смартфонах бренду. Його також можна завантажити з Samsung Galaxy Store.

## Історія
Починаючи з середини вересня 2015 року, додаток доступний усім користувачам Android. З 2 жовтня 2017 року додаток доступний для iPhone з iOS 9.0.
Додаток установлений за замовчуванням на деяких моделях смартфонів Samsung і не може бути видалений без прав root. Можливо вимкнути цей додаток.
Додаток було перейменовано з S Health на Samsung Health 4 квітня 2017 року з випуском версії 5.7.1.
Версію 6.5 було випущено в червні 2019 року, вилучивши багато функціональних можливостей додатку, включно з вимірюванням насичення крові киснем.

## Користувацька інформація
Інформація, необхідна для використання додатку:
- Ім'я та прізвище чи нікнейм
- Стать
- Дата народження
- Зріст
- Вага
- Рівень активності

## Dashboard
Dashboard — головне відображення додатку. Це головна новинка, впроваджена протягом редизайну додатку у квітні 2015 року у версії 4.1.0. Таблиця показує на одній сторінці загальний огляд найнещодавніших збережених даних. На додачу, вона надає прямий доступ до кожної можливості. Її композиція та компонування налаштовуються.

## Можливості

### Основні
- Встановлення цілей або використання цілей, запропонованих додатком, для поліпшення їх результатів
- Крокомір
- Щотижневі підсумки основних можливостей
- Відстеження активності з урахуванням ринкових і спортивних сеансів
- Дієтний моніторинг (поглинуті калорії та нутрієнти)
- Відстеження ваги
- Моніторинг сну

### Інші
- Рейтинги кількостей кроків у різних групах (всі користувачі, вікові групи чи друзі)
- Глобальні виклики
- Створення викликів на кількість кроків
- Вимірювання пульсу
- Вимірювання температури та вологості
- Вимірювання ультрафіолетового світла
- Моніторинг споживання води
- Моніторинг споживання кофеїну
- Моніторинг глікемії
- Моніторинг кров'яного тиску SpO2 через виділене апаратне забезпечення
- Моніторинг (кисневе насичення)
- Стресовий моніторинг

### Вимірювання температури та вологості
Цю можливість було додано у квітні 2013 року з випуском Samsung Galaxy S4, першого смартфону бренду, обладнаного датчиками температури та вологості. Вимірювання цих двох змінних дозволяє додатку оцінювати рівень комфорту кімнати, в якій він розташований.

### Вимірювання ультрафіолету
Цю можливість було додано наприкінці жовтня 2014 року з запуском Samsung Galaxy Note 4. Завдяки датчику, розташованому ззаду смартфону й орієнтуючи його на кілька секунд до сонця, отримуються вимірювання інтенсивності ультрафіолету. Результати поділяються на п'ять рівнів інтенсивності: низький, середній, високий, дуже високий та екстремальний. Потім інформація, що міститься в додатку, вказує запобіжні заходи, яких слід ужити відповідно до різних інтенсивностей.

### Вимірювання пульсу
Доступність функції вимірювання пульсу збігається з випуском Samsung Galaxy S5, який має вбудований датчик. Ця функція обмежена вимірюванням пунктуально й у стані спокою.
Додаток також підтримує датчики серця від інших виробників. Він також здатний генерувати графік функції від часу різних частот, досягнутих протягом спортивних сеансів, як і інша інформація на кшталт середнього та максимального досягнутого пульсу.
На версіях Samsung Galaxy S5 / S5 Neo / S6 / S7 / S8 / S9 й Edge, як і Galaxy Note 4 / 5 / 7 / FE / 8 додаток може вимірювати пульс датчиком ззаду пристрою.

### Крокомір
Підрахунок кроків — можливість, інтегрована з Samsung Health із прибуттям Samsung Galaxy S4 у квітні 2013 року.
Ціллю за замовчуванням є досягнення 10 тисяч кроків на день. Це число є рекомендацією Всесвітньої організації охорони здоров'я відповідно до Французької федерації кардіологів.
Додаток також обчислює інші дані, такі як пройдена відстань, кількість спалених калорій і кількість кроків, зроблених у хорошому темпі. Згідно з інформацією додатку, гарний ритм отримується, коли швидкість принаймні 100 кроків на хвилину підтримується протягом десяти хвилин.
На візуальному рівні можна використовувати дані з різними графіками:
- На 24-годинний день із гістограмою, що показує активність (кількість кроків) із 24-хвилинними кроками (60 скибочок по 24 хвилини за один день)
- Денний, тижневий і місячний тренди, що показують середню кількість щоденних зроблених кроків.

Можна вибрати джерело записаних даних. Можна використовувати або дані смартфону, або ті, що записані сумісним аксесуаром Samsung.

### Бути активнішими
Ця функція вимірює денну активність, виражену у хвилинах. За замовчуванням додаток автоматично обчислює час бігу (понад сто кроків на хвилину). Ціль для досягнення встановлюється за замовчуванням у шістдесят хвилин на день.
Можна вручну записувати сеанс активності (біг, ходьба, похід, велоспорт). Конкретні параметри, такі як відстань, тривалість, схема маршруту, профіль висоти, пульс і спалені калорії, записуватимуться згідно з обраною активністю.

### Глобальні виклики
Глобальні виклики було додано наприкінці 2017 року у версії 5.9.0.029. Глобальні виклики тривають один місяць і ціллю є пройти 200 тисяч кроків. Щойно ціль досягнуто, додаток нагороджує значком. Кожний виклик позначається твариною, що «розповідає» розмаїття інформації.
Ця таблиця перелічує всі відомі глобальні виклики:
| Місяць, рік   | Назва          | Тварина(и)              |
| Червень 2017  | броколі        | лисиця                  |
| Липень 2017   | помідор        | сурикат                 |
| Серпень 2017  | авокадо        | коала                   |
| Вересень 2017 | пляж           | черепаха                |
| Жовтень 2017  | зелений час    | панда                   |
| Листопад 2017 | moonlight      | сова                    |
| Грудень 2017  | сніг           | білий ведмідь           |
| Січень 2018   | іглу           | (3) пінгвіни            |
| Лютий 2018    | спа            | (3) мавпи / орангутанги |
| Березень 2018 | джунглі        | папуги                  |
| Квітень 2018  | пустеля        |                         |
| Травень 2018  | лаванда        | олень                   |
| Червень 2018  | броколі        | лисиця                  |
| Липень 2018   | пляжі          | черепаха                |
| Серпень 2018  | зелений чай    | панда                   |
| Вересень 2018 | помідор        | сурикат                 |
| Жовтень 2018  | місячне світло | сова                    |
| Листопад 2018 | авокадо        | коала                   |
| Грудень 2018  | сніг           | полярний ведмідь        |